# 云台山抗日石刻群
云台山抗日石刻群，位于江苏省连云港市连云区云台山，是中华人民共和国江苏省文物保护单位之一。
2002年10月22日，授予江苏省文物保护单位，是一座近现代重要史迹及代表性建筑。